# Mahdía
Mahdía (en árabe: المهدية‎, al-mahdīyah), conocida también como Jemma, Aphrodisium, África o Cabo Africa,  es una ciudad tunecina con 51 803 habitantes situada en una península al sureste de Monastir, al norte de Chebba y al noreste de El Djem, en la costa del mar Mediterráneo.
Mahdía es la capital de la gobernación de Mahdía, que cuenta con una superficie de 2966 km² y una población total de alrededor de 380 000 habitantes y está situada al norte de Sfax. Tiene un importante puerto pesquero e industria para el procesamiento del pescado.

## Comunicaciones
La SNCFT opera una línea de ferrocarril, denominada Métro du Sahel. Un ferrocarril de vía estrecha une a Mahdía, a través de Monastir, con Susa. La estación de tren se encuentra al sur del casco viejo.
Mahdía cuenta con dos aeropuertos cercanos, el aeropuerto de Monastir y el de Enfidha-Hammamet.

## Historia

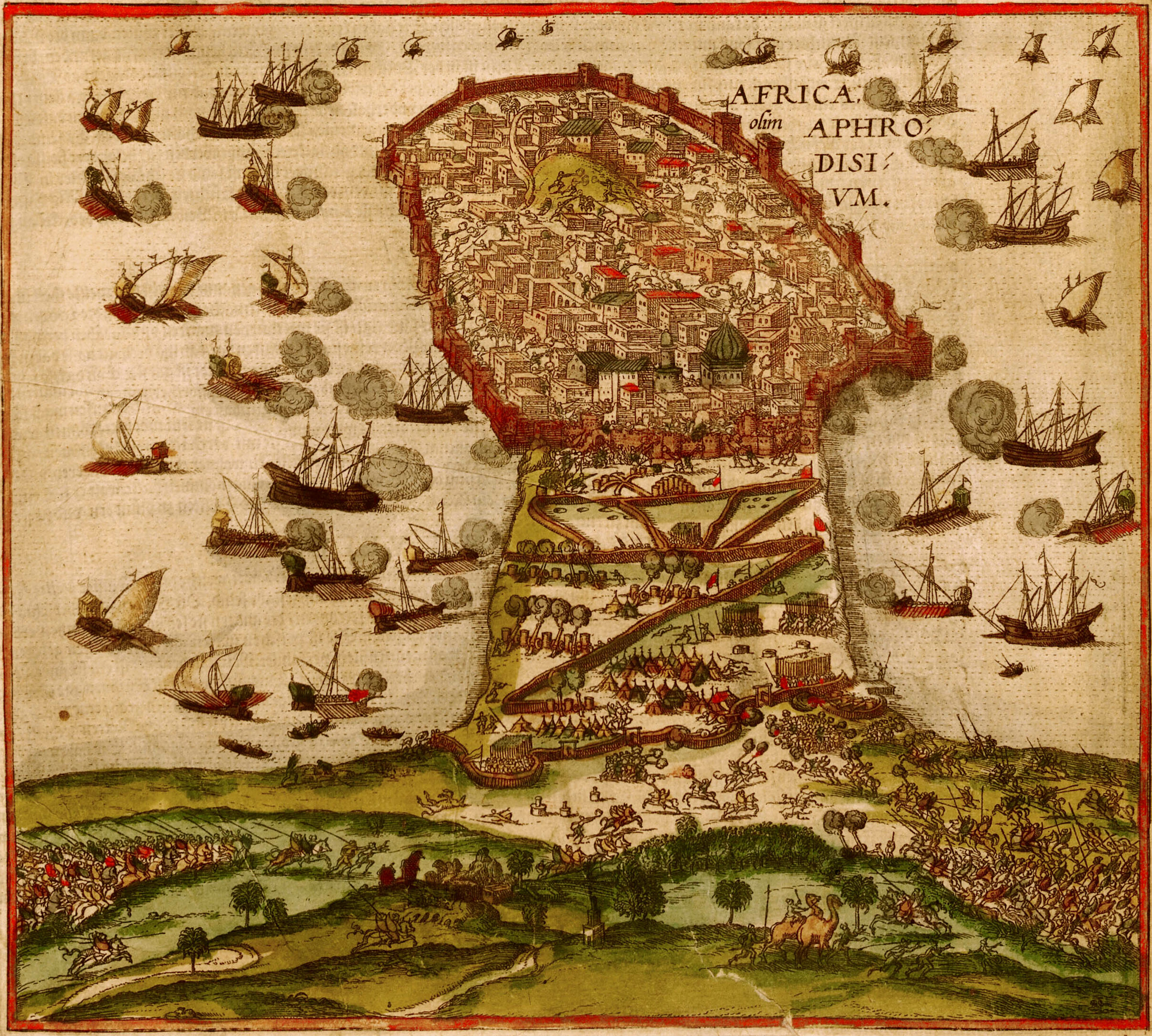
Mapa de Mahdía en 1535

Localizada en una península natural, el primer asentamiento en el paraje parece haber sido fenicio; luego los romanos la habitaron con el nombre de Aphrodisium. El museo local contiene cerámica, monedas y mosaicos de estos orígenes. La ciudad fue refundada en 921 por los fatimíes, en la época del califa Abdallah al-Mahdi. Mahdía se convirtió en la capital de Ifriquiya y sufrió en 1087 ataques de buques procedentes de Génova y Pisa. Aún se conservan algunos edificios de los siglos X y XI entre los que destaca la importante mezquita del 921 que según el modelo de la de Cairuán marcan los inicios de la arquitectura islámica en el Magreb. Tuvo un obispado cristiano católico cuando la ciudad fue ocupada por el Reino de Sicilia, como parte del Reino de África (1147-1160); fue entonces cuando el papa Eugenio III consagró para ella un obispo en 1148; luego el obispado pasó a ser in partibus infidelium. 
En 1390 la ciudad fue objetivo de una cruzada. Mahdía, fue base de corsarios musulmanes y fue sitiada por una armada franco-genovesa sin éxito. En el siglo XVI la tomó el pirata Dragut. Carlos V se apoderó de la ciudad en 1550 y una guarnición española permaneció allí hasta 1553. El emperador ofreció el gobierno de la ciudad a la Orden de San Juan, que gobernaba Malta, pero la rechazaron por considerarla demasiado dificultosa de mantener. El emperador ordenó entonces al virrey de Sicilia, Juan de Vega, desmantelar Mahdía, a pesar de ser un baluarte de importancia estratégica, y las tareas de demolición fueron llevadas a cabo por Hernando de Acuña. Los otomanos pasaron a ocuparla. Y aunque no la reconstruyeron sino parcialmente a su retorno, la villa fue engrandeciéndose poco a poco y se transformó en uno de los más grandes puertos de pesca de Túnez.
En el centro de la península de Mahdía se encuentra la fortaleza de Borj el Kebir. La fortaleza se construyó en 1595 bajo la ocupación turca de Abdallah Muhámmad Pasha para defenderse de los españoles.
En 1907 se descubrió frente a la costa los restos de un antiguo navío de valor arqueológico, el naufragio de Mahdía, que contenía tesoros del arte griego y se puede fechar en el 80 a. C., en época de la ocupación romana. Durante el dominio nazi de Túnez en la II Guerra Mundial, Mahdía fue el lugar donde Khaled Abdul-Wahab escondió a casi dos docenas de judíos perseguidos.

## Galería de imágenes

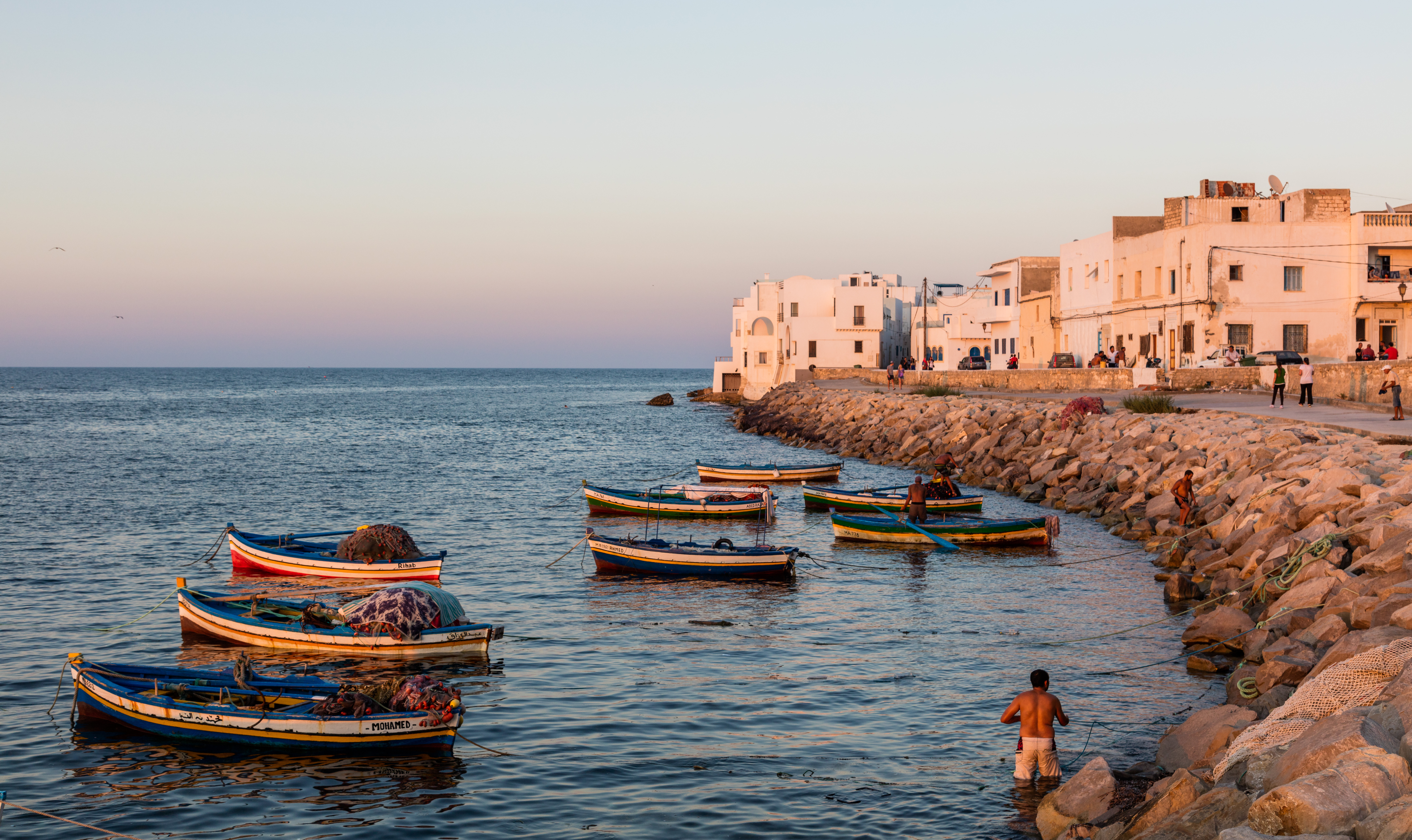
Botes en el viejo puerto.
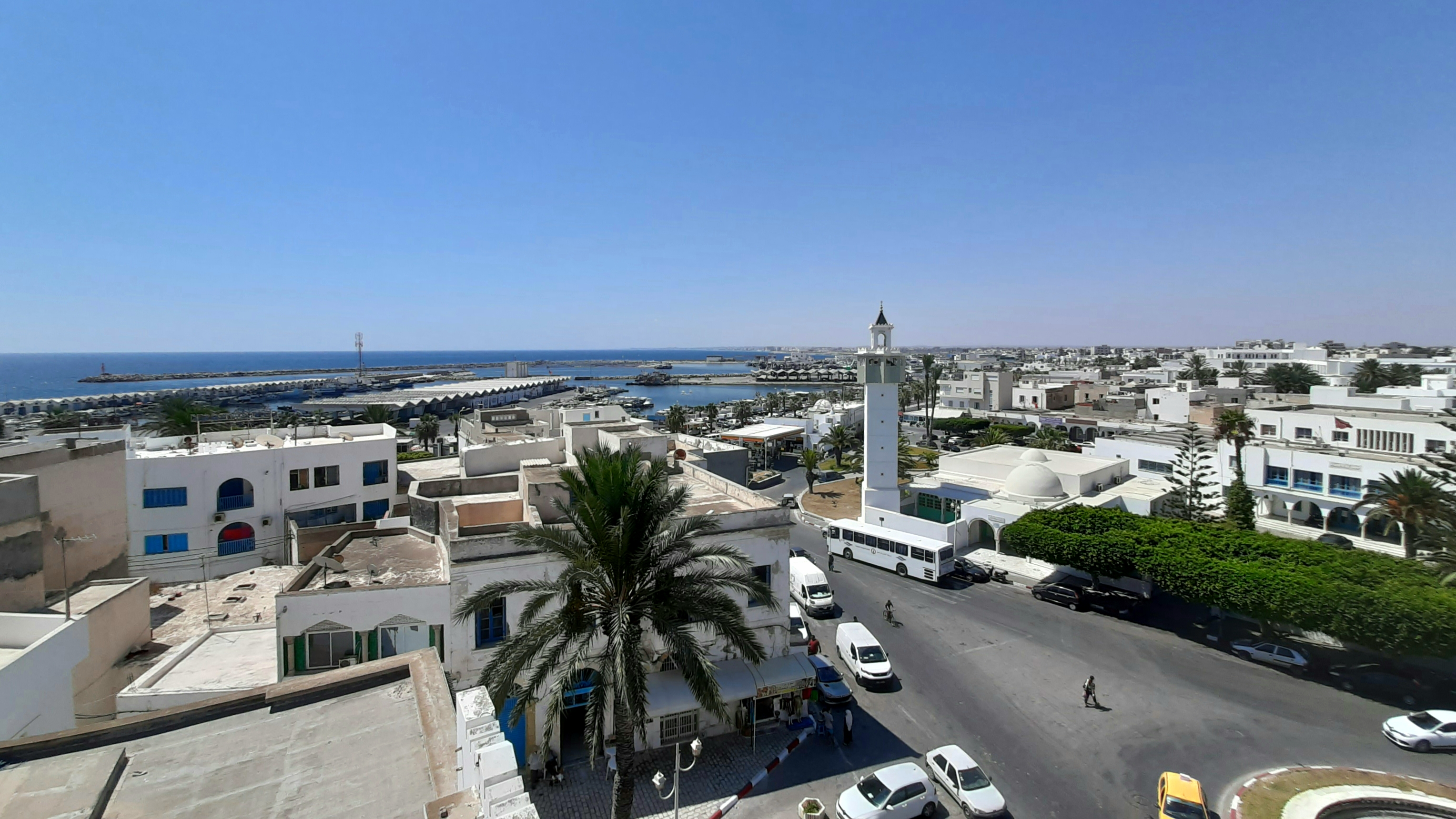
vista aérea de Mahdía.
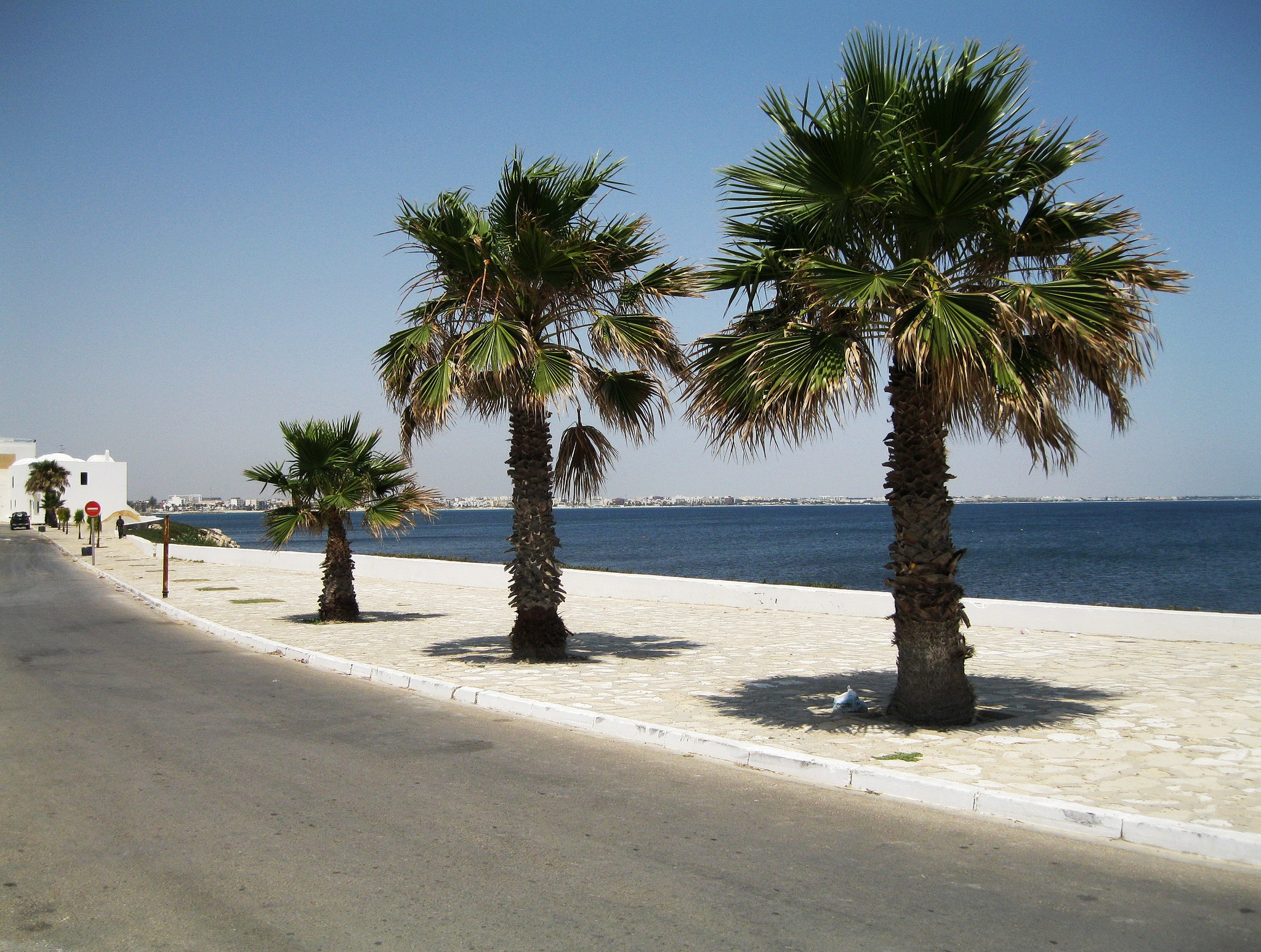
La playa de Mahdía.
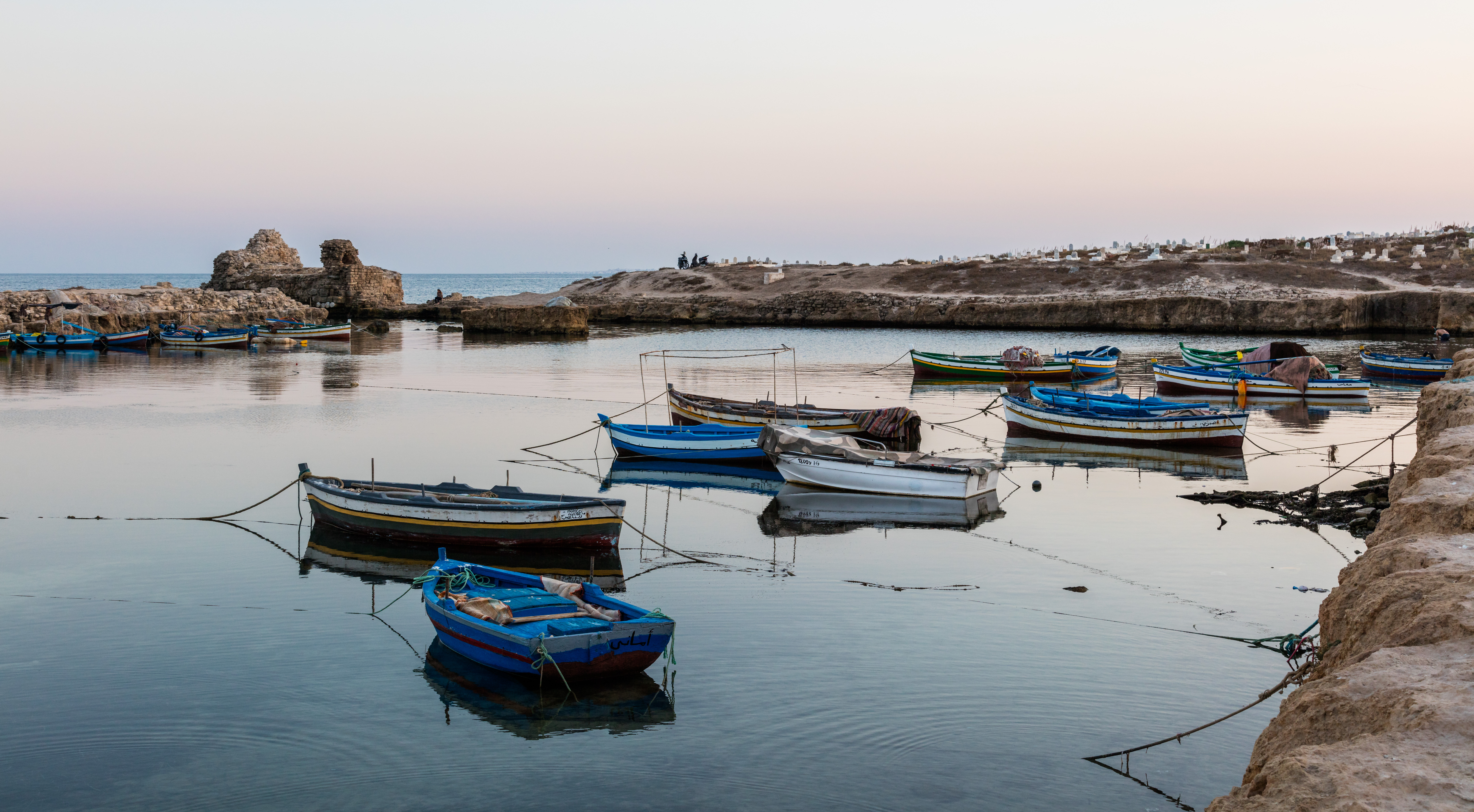
Antiguo puerto.
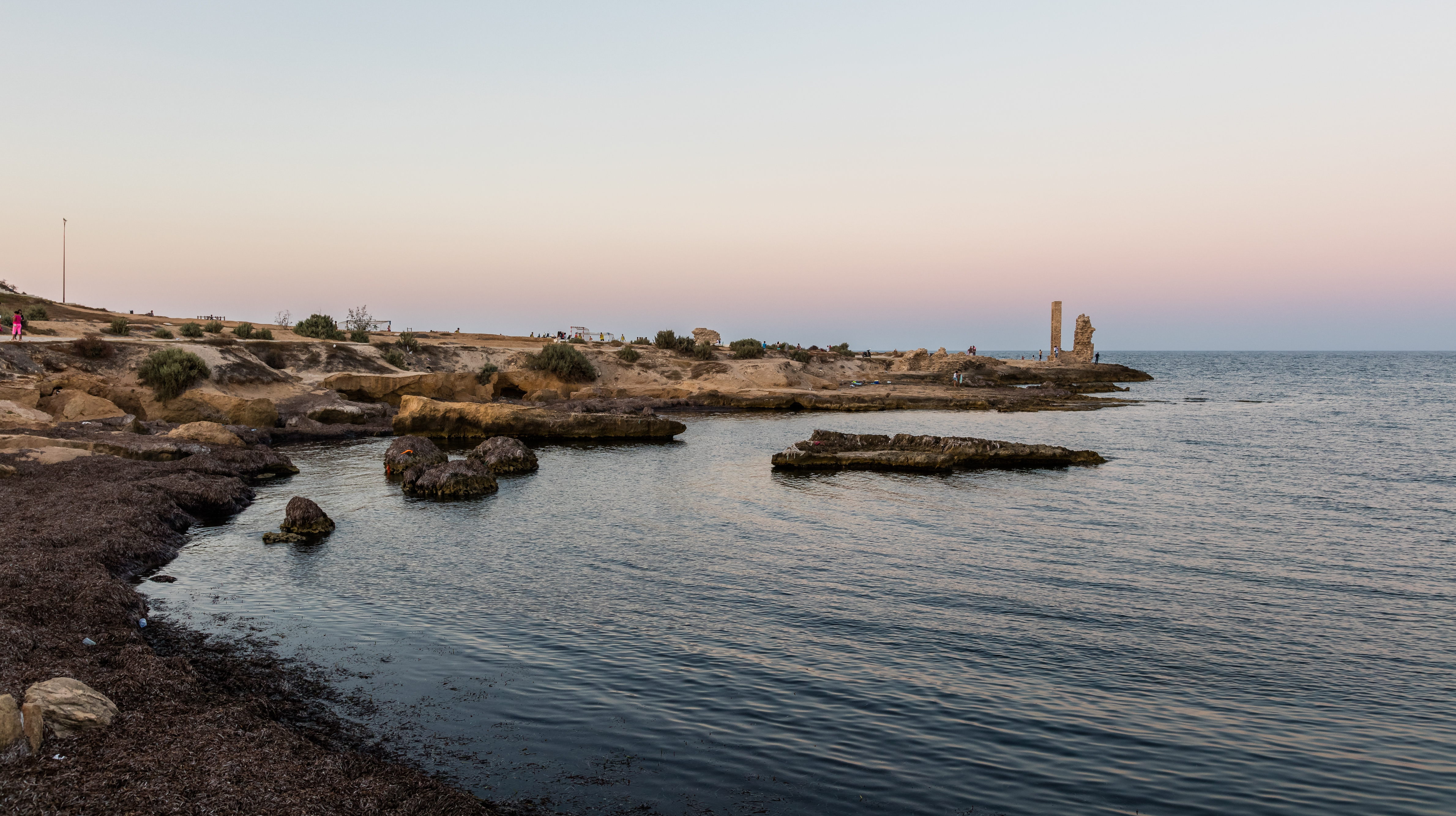
Bab El Bahr, símbolo de la ciudad.
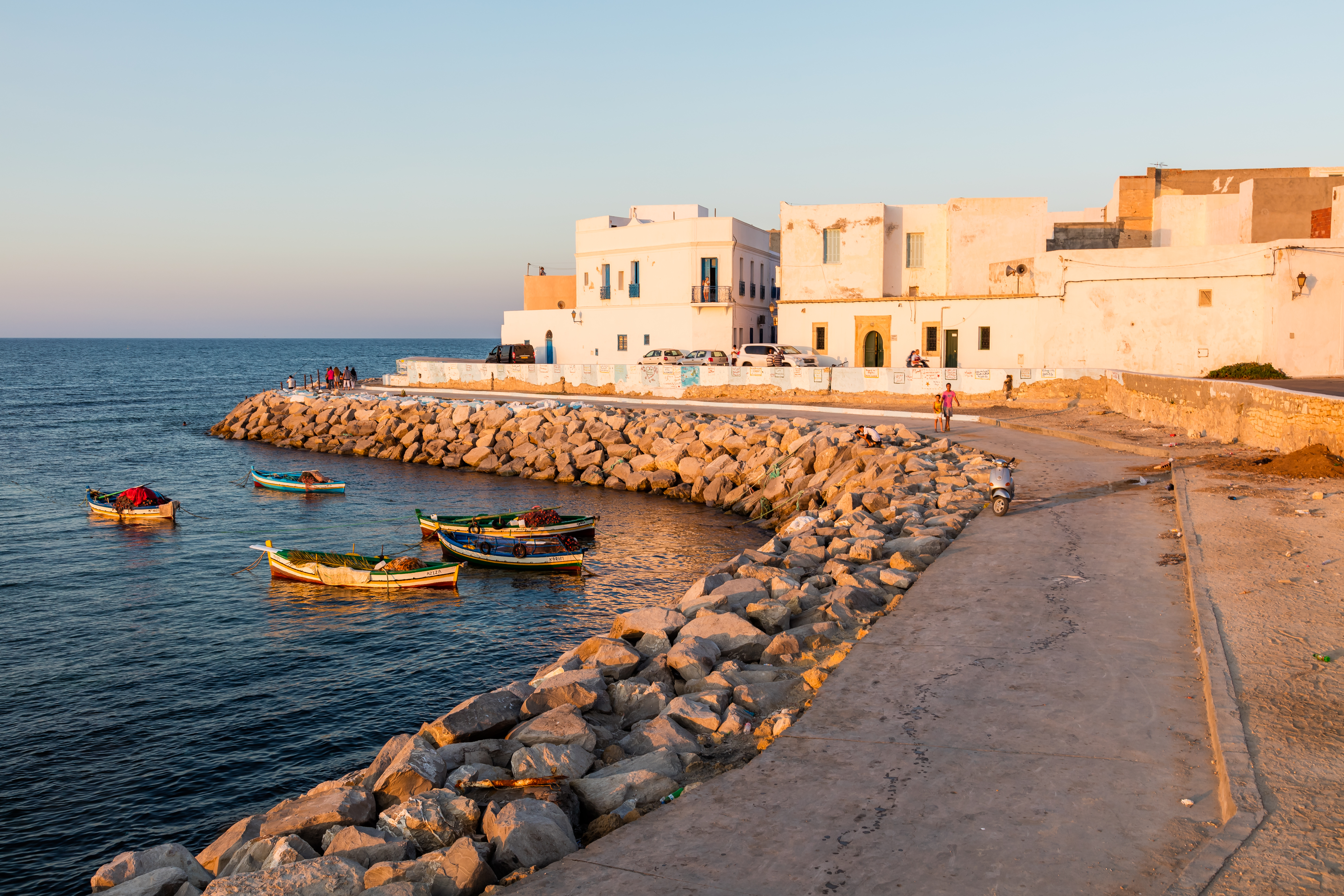
Vista de la costa.
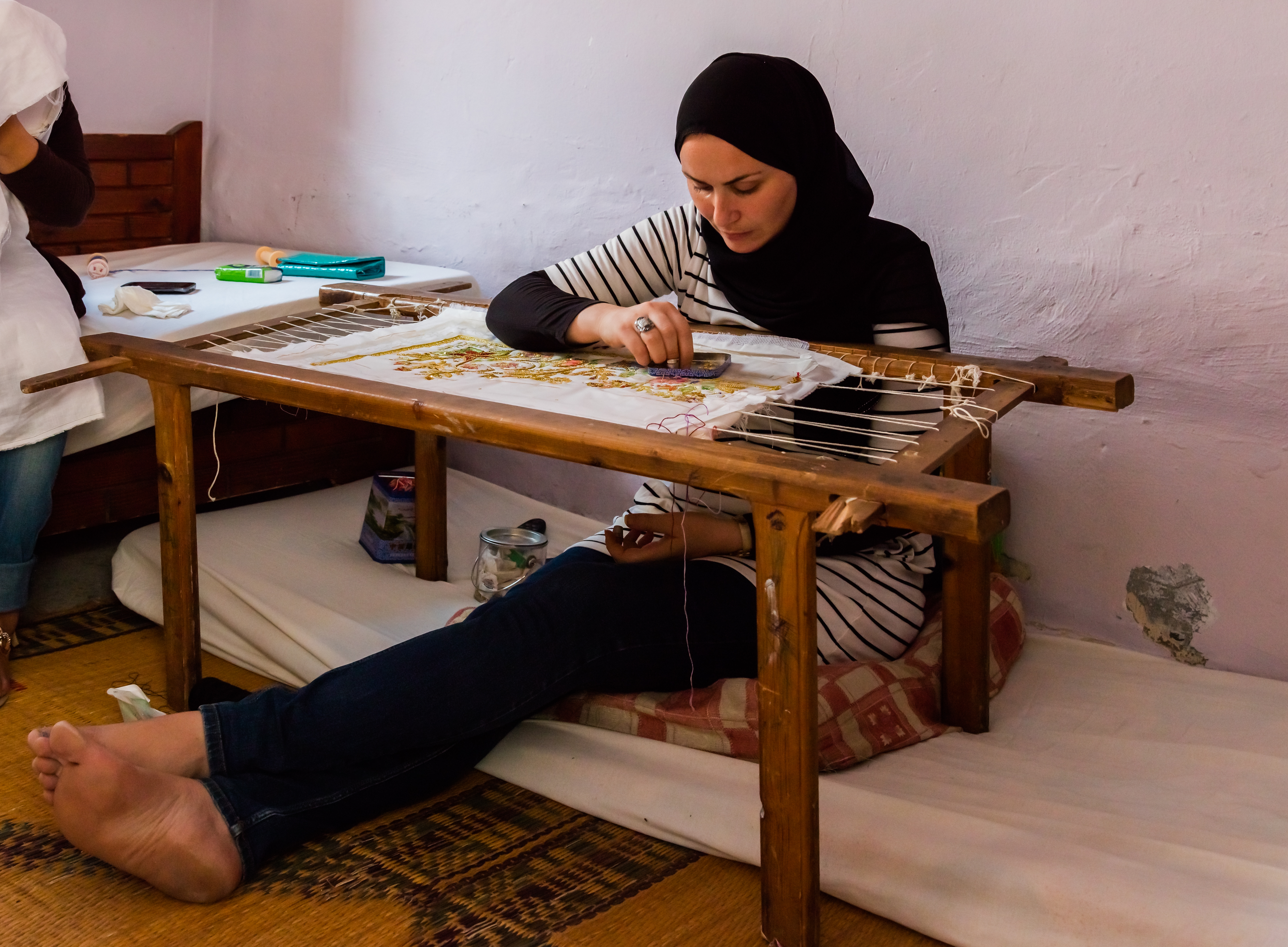
Costurera en Mahdía.
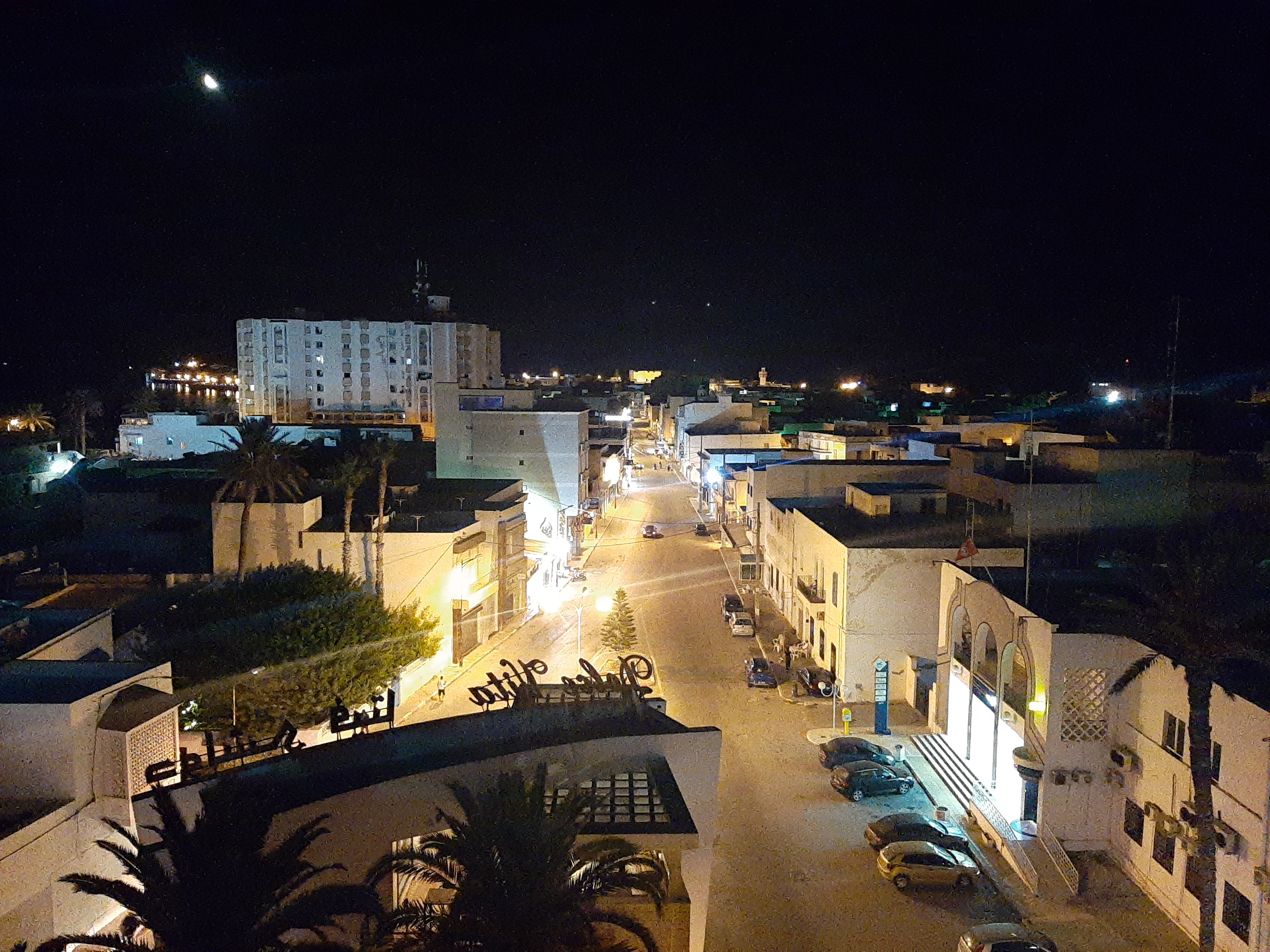
Mahdía de noche.
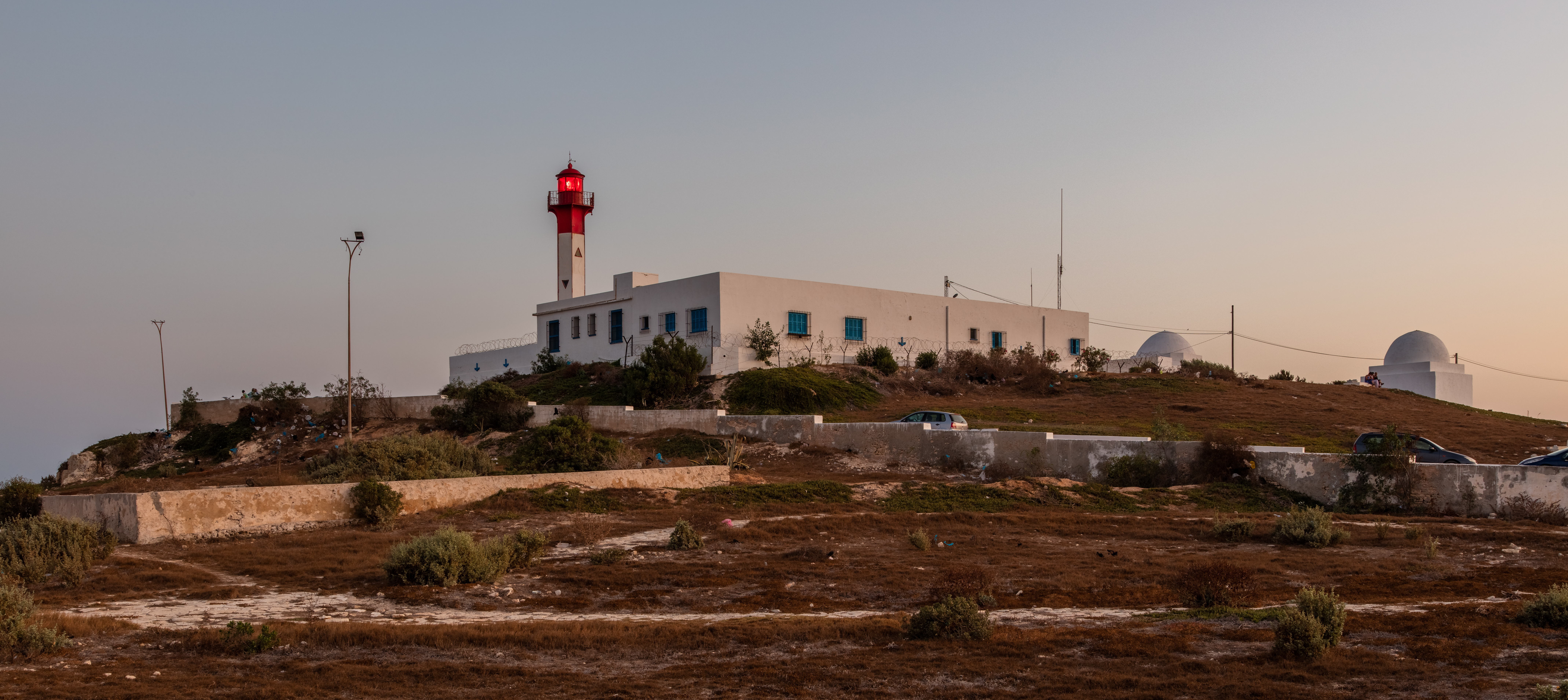
Faro de Mahdía.
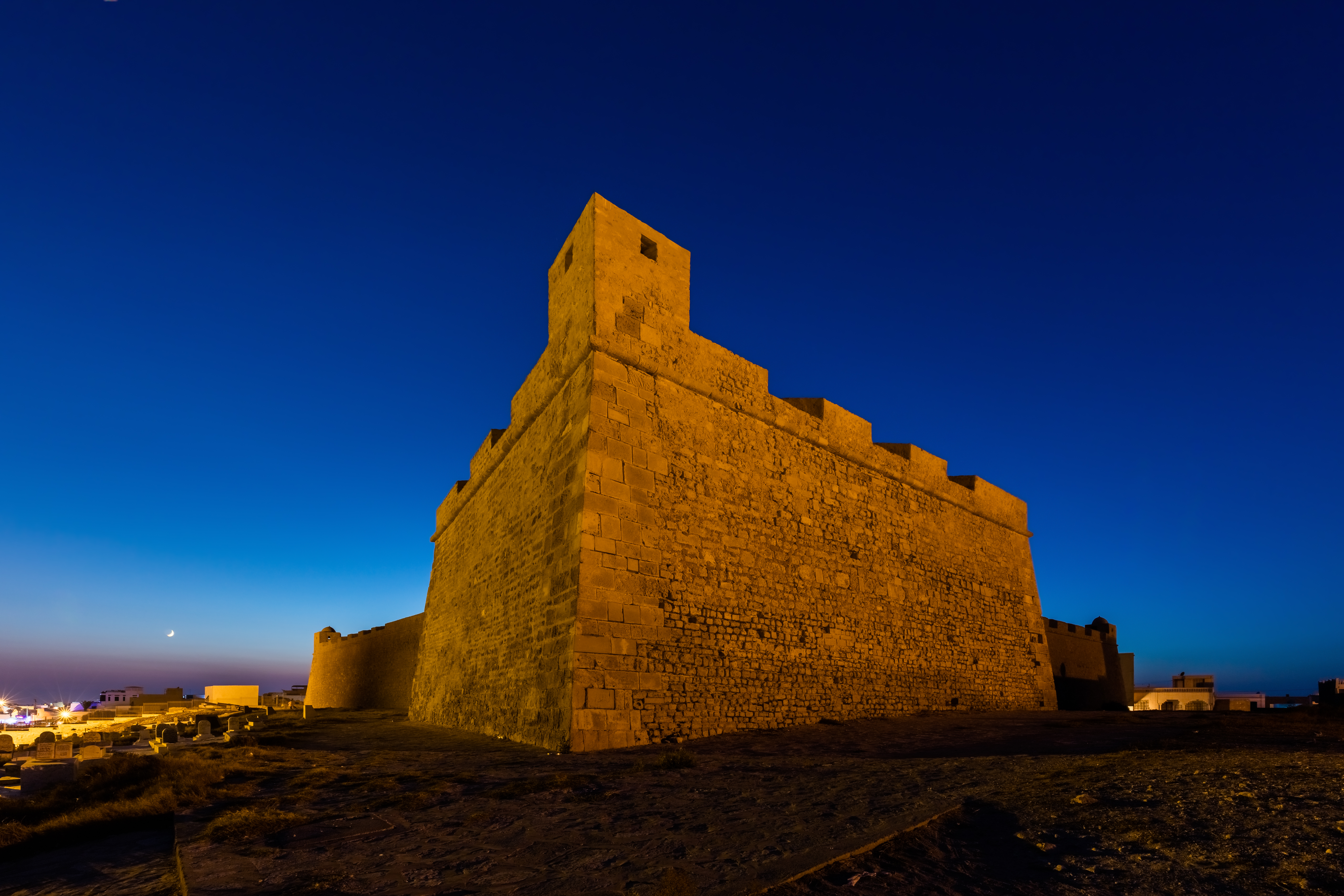
Fuerte de Bordj el Kebir.
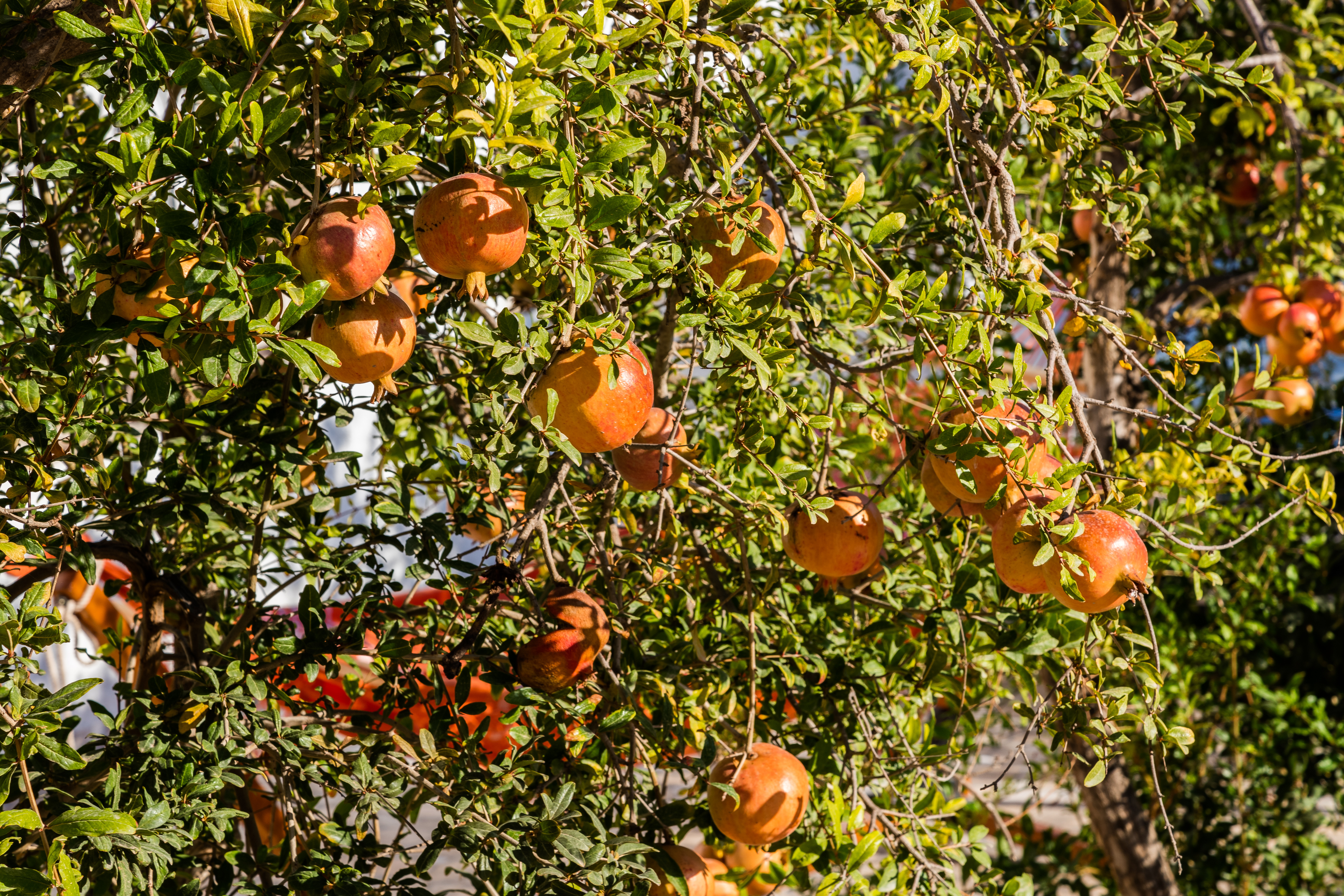
Granado (Punica granatum) en Mahdía.
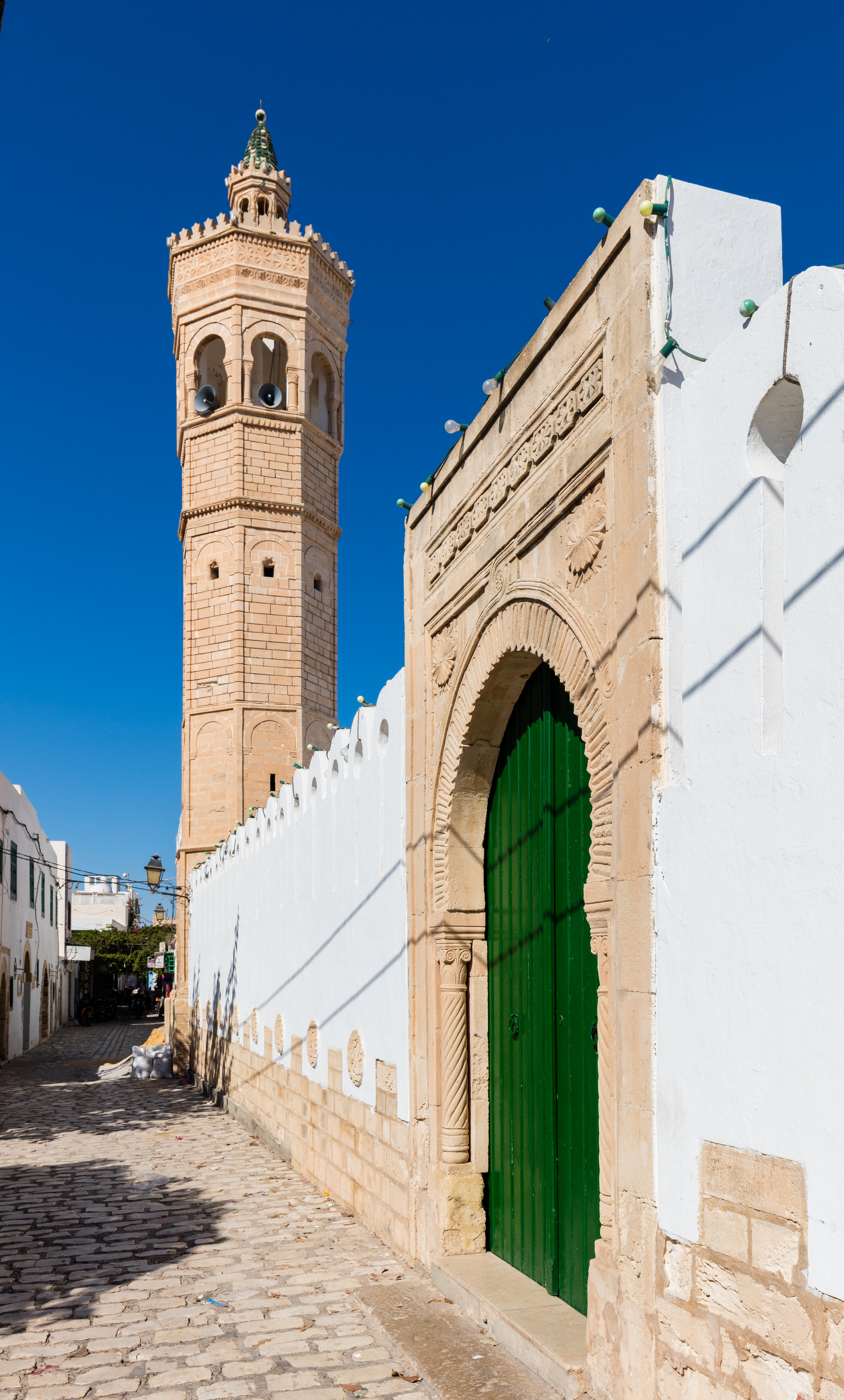
Mezquita Slimane Hamza.
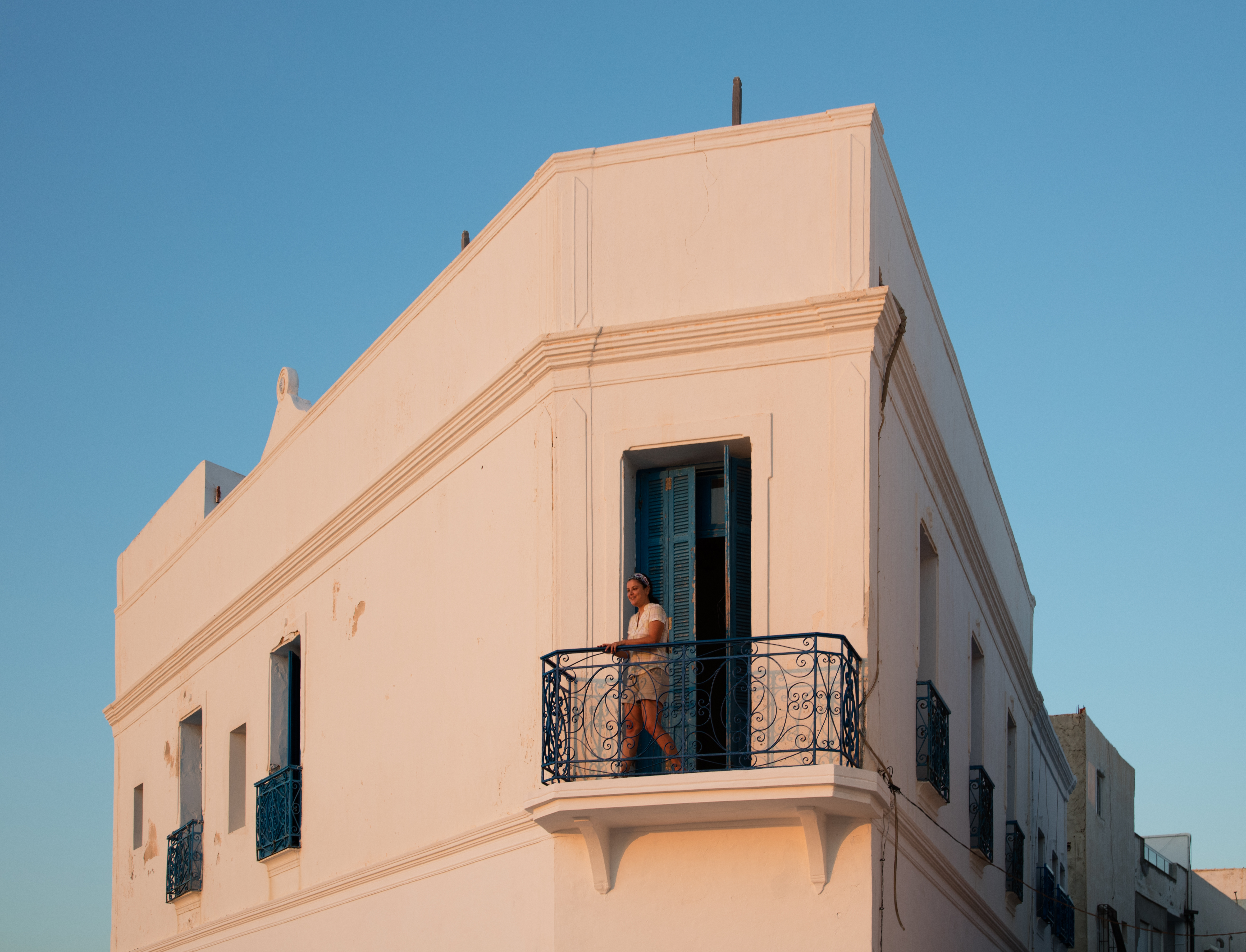
Arquitectura típica de Mahdía.